# Tschirschnitz (Adelsgeschlecht)

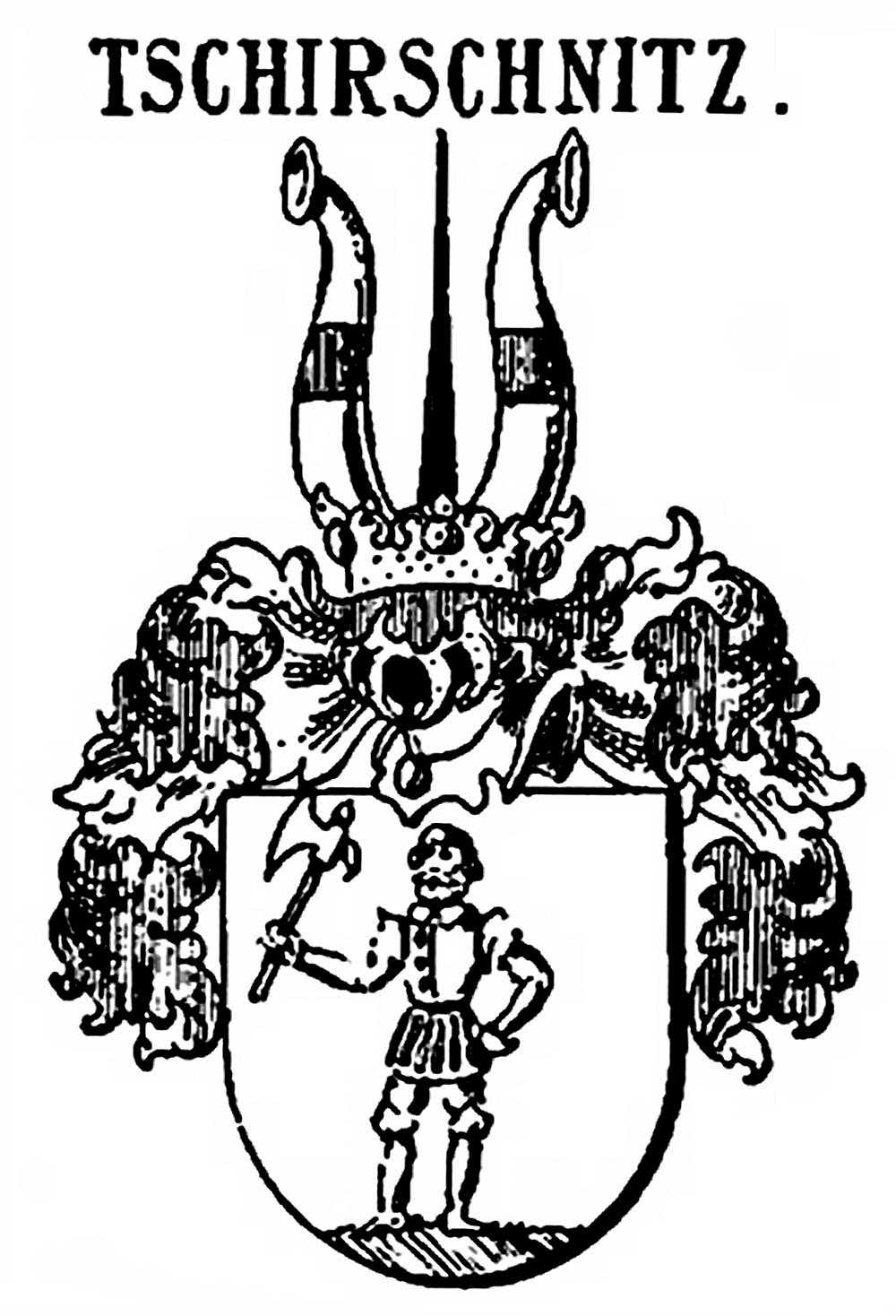
Wappen derer von Tschirschnitz

Tschirschnitz ist der Name eines hannoverschen Briefadelsgeschlechts.

## Geschichte
Die Familie Tschirschnitz stammt aus Schlesien. Der Königlich Hannoversche Generalmajor und Generaladjutant Wilhelm Tschirschnitz wurde von König Georg V. von Hannover am 15. Mai 1856 in den Adelsstand erhoben. Das Adelsdiplom wurde am 6. Juni 1856 ausgestellt.

## Wappen
Das 1856 verliehene Wappen zeigt in einem silbernen Wappenschild einen Krieger in altrömischer Tracht, jedoch ohne Helm, welcher in der rechten Hand eine Streitaxt schwingt, auf grünem Boden. Auf dem gekrönten Helm mit rot-silbernen Decken ein aufgerichteter silberner Stachel, zwischen zwei, je mit einem roten Balken belegten silbernen Büffelhörnern.

## Namensträger

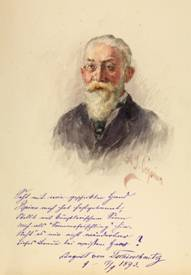
Anton Josef Pepino (Zeichner): August von Tschirschnitz (1893) im Gästebuch von Schloss Neubeuern

- Wilhelm von Tschirschnitz (1796–1873), hannoverscher General der Infanterie

- August von Tschirschnitz (1829–1916), Geheimer Rat und Abteilungsleiter im Preußischen Kriegsministerium
- Adolf von Tschirschnitz (1837–1912), Leutnant der hannoverschen Armee, Landrat von Sonderburg, Schleswig-Holstein
- Julius von Tschirschnitz (1834–1921), sächsischer Generalleutnant